# Vojvodina (hop)
Vojvodina is een hopvariëteit, gebruikt voor het brouwen van bier. Het is een zeldzame variëteit die in het toenmalige Joegoslavië werd gecultiveerd einde jaren 1960 (samen met Neoplanta en Dunav). Deze variëteit is een kruising tussen Northern Brewer en een mannelijke plant, ontstaan na een kruising tussen Savinjski Golding en een mannelijke wilde plant.
Deze hopvariëteit is een “dubbeldoelhop”, bij het bierbrouwen gebruikt zowel voor zijn aromatische als zijn bittereigenschappen.

## Kenmerken
- Alfazuur: 6,1-10,5%
- Bètazuur: 2,3-4,7%
- Eigenschappen: